# Mallinella liuyang
Mallinella liuyang är en spindelart som beskrevs av Yin och Yan 200. Mallinella liuyang ingår i släktet Mallinella och familjen Zodariidae. Inga underarter finns listade i Catalogue of Life.